# Neuhaus (Plasselb)
Neuhaus è una frazione del comune svizzero di Plasselb, nel Canton Friburgo (distretto della Sense).

## Storia

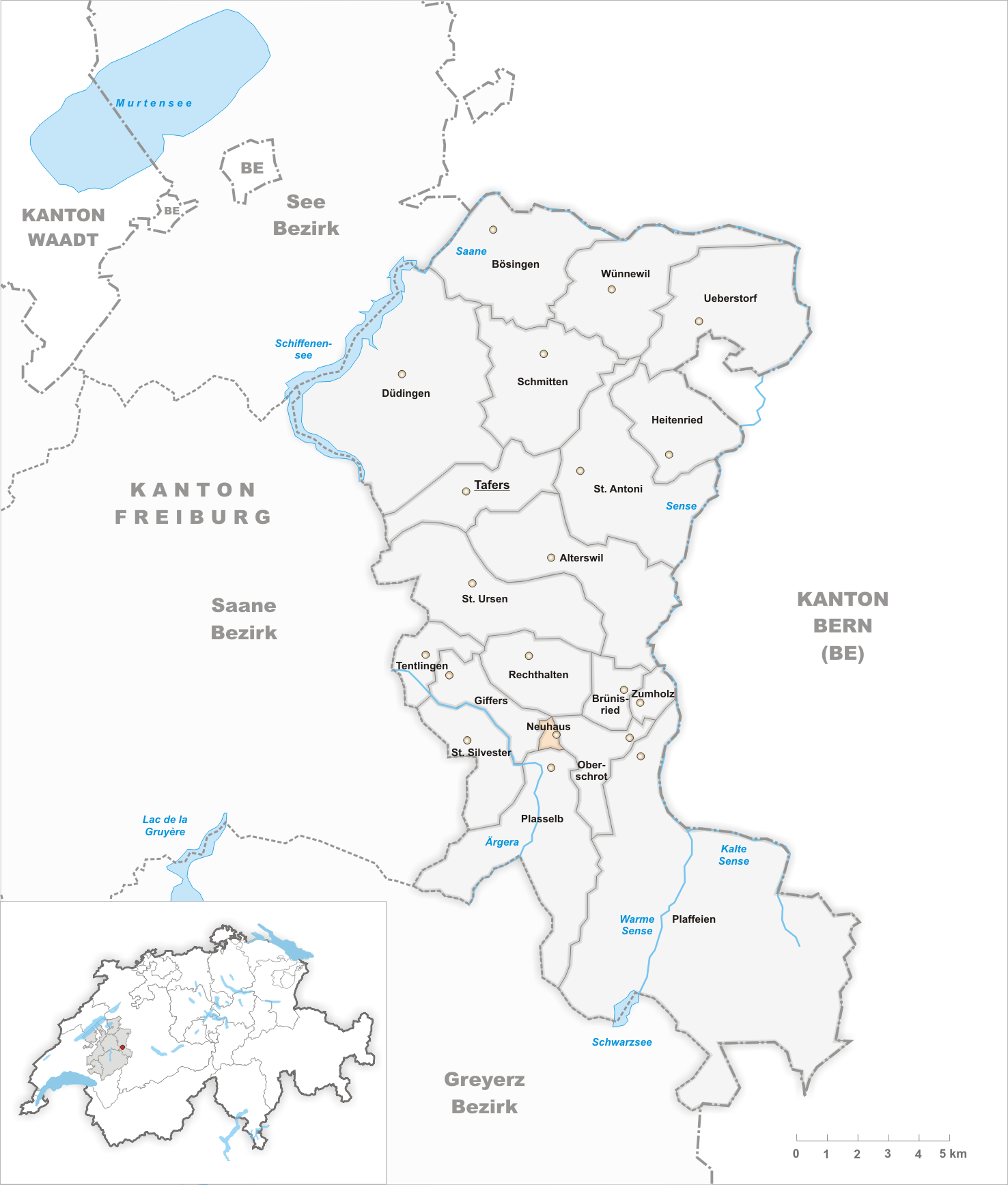
Il territorio del comune di Neuhaus prima degli accorpamenti comunali del 1971

Già comune autonomo istituito nel 1832, nel 1850 era stato accorpato a Giffers, ma tornò autonomo nel 1895; nel 1971 è stato quindi accorpato a Plasselb.

## Società

### Evoluzione demografica
L'evoluzione demografica è riportata nella seguente tabella:
Abitanti censiti

## Amministrazione
Ogni famiglia originaria del luogo fa parte del comune patriziale che ha la responsabilità della manutenzione di ogni bene comune.